# Synopsis plantarum succulentarum
Synopsis plantarum succulentarum (abreviado Syn. Pl. Succ.) es un libro con descripciones botánicas que fue escrito por Adrian Hardy Haworth y publicado en Londres en el año 1812 con el nombre de Supplementum Plantarum Succulentarum: Sistens Plantas Novas Vel Nuper Introductas Sive Omissas. En: Synopsis Plantarum Succulentarum Cum Observationibus Variis Anglicanis.